# Halom TV
A Halom TV Százhalombatta 1990. március 15-ével indult városi televíziója. Lineáris adását a földfelszíni digitális platformon és az interneten továbbítja. Műsorideje nagy részében képújságot sugároz, benne hirdetésekkel és az önkormányzat közlendőivel.
A csatorna fenntartója a Halom Televízió Nonprofit Kft., amely egy, a battai önkormányzat tulajdonában álló cég.

## Története
A Városi Televízió Százhalombatta története 1990. február 15-én indult, amikor 24 órás képújságot indított a Barátság Művelődési Központ a lakótelepen frissen kiépített kábelhálózatokon. Az építtető Telsat GMK vezetője, Prommer József a helyi újságban, a Százhalombattai Hírtükörben hirdetett pályázatot a tévé nevére. Március 15-én, a nemzeti ünnepre időzítve megkezdődött a Százhalombattai VTV első adása az 5-ös csatornán.
Az 1990. június 20-i Hírtükörből kiderül, a kezdeti időszakban csütörtökön fél héttől volt adás, melyet szombaton 9 órától ismételtek. Páratlan héten híradót, páros héten filmet sugároztak.
1991. január 9-én indult a Filmklub, és szerda kivételével minden este sugárzott a csatorna. Március 1-gyel a VTV mögé Kht. alakult, június 14-étől pedig mindennap volt adás, benne a kor közkedvelt kábelcsatornáiból, az ATV 47-ből, a Szív TV-ből és az MSat-ból átvett műsorokkal.
1992-re a tévére ráhagyományozódik a HTV név, mellyel új logó készül a sajtóba.
Az 1994. november 28. és december 9. között az UHF 37-es csatornán sikerrel lezajlott tesztadás alapjain 1995. május 26-án elindult az éles analóg földfelszíni sugárzás, jelentősen növelve a lefedettséget, hiszen a műsor a környező települések zömére is elért – köztük a jóval nagyobb lakosságszámú Érdre, amelynek nem volt városi televíziója, ezért az érdi önkormányzat anyagi támogatása fejében 1998 januárjában Érdi Óra néven dedikált magazint kapott az ekkor ötvenezres város.
1999-ben a ORTT pályázatát megnyerve a HTV az UHF 48-as csatornára költözött és ott is maradt a 2013. augusztus 30-i analóg lekapcsolásig. Augusztus 9-én elindult a Halomtext szolgáltatás. Ugyanebben az évben megszűnt a Szív TV és az MSat is.
2003-ban a HTV felvette a Halom TV nevet, és elindult a Hálózat TV-vel közös esti simulcast adás. November 6-tól az adás az interneten is élőben nézhetővé vált, ekkor még a vilagtv.hu oldalon, mert a tévének nincs saját honlapja. Ezt egy elodázhatatlan technikai fejlesztés tette lehetővé: többek közt a Törzsök Tibor ügyvezető megfogalmazása szerint a „már az összeomlás határán” lévő VHS-bejátszót digitálisra cserélték.
Egy évre rá a Halom TV májusig 37,5 milliós hiányt halmozott fel és csődveszélybe került. Törzsököt „túlköltekezésre” hivatkozva felmentették, egy évvel később az induló Érd TV szerkesztő-műsorvezetője lett több battai kollégájával együtt. Közülük Csóli Virágot bízták meg a feladattal, hogy a csatorna főszerkesztője legyen.
2005. október 20-án Érd városi tévéje annak ellenére is elindult, hogy Döcsakovszky Béla érdi polgármester áprilisban még azt a tervet vázolta fel a Hírtükörnek, hogy városa és Batta 50-50% tőkearánnyal tartana fent egy kistérségi adást sugárzó vállalatot.
2013-ban Magyarországon az elsők között elindult a Halom TV digitális földi sugárzása. 2014. február 11-étől 16:9-ben sugároz, és kísérleteztek a HD-technikával is.

## Lefedettsége
2013 óta a műsor csak a kábelhálózatokon érhető el analóg jellel, torz 4:3 képarányban, a többi platformon szélesvásznon sugároz. Néhány összeállítása felkerül a csatorna Facebook-oldalára is.
Digitálisan besugárzott terület:
- Földfelszíni műsorszórással érintett települések:
  - Baracska, Biatorbágy, Budapest XI. kerület, Budapest XII. kerület, Budaörs, Diósd, Ecser, Ercsi, Kápolnásnyék, Maglód, Martonvásár, Nadap, Pusztazámor, Pázmánd, Pécel, Sukoró, Szigethalom, Százhalombatta, Sóskút, Tordas, Tárnok, Tököl, Törökbálint, Velence, Vál, Érd;
- vezetékes műsorterjesztéssel érintett települések:
  - Diósd, Ercsi, Érd, Százhalombatta, Tárnok.

Százhalombatta:
- DIGI - analóg csomag: S06 csatorna
- DIGI - digitális csomag: 128500 kHz, Symbol rate: 6000 kS/s, Moduláció: 256 QAM
- Vodafone - analóg csomag: C6 csatorna, Képújság: C8 csatorna
- Vodafone - digitális csomag: 517-es csatorna; Frekvencia: 220000 kHz, Moduláció: 64 QAM, Jelátviteli sebesség: 6000 kS/s
Érd: Telekom - analóg csomag S11 csatorna        
Tárnok: Vodafone analóg csomag                
Ercsi: Vodafone analóg csomag: C6 csatorna
Diósd: Telekom
Adásaik megtekinthetők az Interneten is (www.halomtv.hu), ahol online adással és archívummal, valamint képújság szolgáltatással állnak nézőink és megrendelőik rendelkezésére.
A műsorcsatorna mellett kábelen önálló 24 órás képújság csatornát is működtetnek.
Földfelszíni műsorszolgáltatással elért lakosságszám: 94.000 fő
Vezetékes műsorterjesztéssel elért lakosságszám: 52.624 fő

## Műsorok
- 187 – a Pest megyei történések összefoglalója
- A lélek útja – katolikus szentmise közvetítése minden héten a százhalombattai Szent István-templomból
- Arcok és vallomások – interjúműsor
- Ezüst évek – nyugdíjasoknak szóló előadások felvételei
- Generációnk – nyugdíjasok országos magazinja
- Híradó – minden hétköznap húszperces összeállítás a városban történtekről
- Közéleti Kerekasztal – aktuális magazin
- Heti Sport – Kovács Géza László sportriporter magazinja a battai sportélet beszámolóival
- Mesterfokon – battai és környéki népművészek bemutatkozása
- Paletta – kulturális magazin
- Szombati Mozaik
- Terítéken – interjúműsor
- Városi Krónika – heti hírösszefoglaló